# Silke Gladisch-Möller
Pour les articles homonymes, voir Gladisch et Möller.
Silke Möller, née Gladisch (20 juin 1964 à Stralsund), est une ancienne athlète est-allemande spécialiste des courses de sprint dans les années 1980. De la même génération que Marita Koch ou Marlies Göhr, elle a fait partie des équipes de relais de l'Allemagne de l'Est qui ont obtenu de nombreuses médailles et records. Ses performances sont néanmoins entachées par des soupçons de dopage. 
En 1992, une affaire de dopage secoue le monde de l'athlétisme. Silke Möller, ainsi que deux athlètes de son groupe d'entraînement Katrin Krabbe et Grit Breuer font l'objet d'un contrôle inopiné en janvier. Les échantillons intriguent les contrôleurs : « Le laboratoire n'a certes pas découvert d’anabolisants, mais les analyses sont absolument identiques, comme si elles provenaient d’une seule et même personne ! ». Un mois plus tard, elles sont condamnées à 4 mois de suspension pour tricherie lors d'un contrôle antidopage par la fédération allemande. L'avocat des championnes réussit à semer le doute auprès des juges de la fédération internationale d'athlétisme en évoquant l'absence de preuves sur la manipulation des produits par les athlètes et obtient leur acquittement.
Elle est élue personnalité sportive allemande de l'année (RDA) en 1987.

## Palmarès

### Jeux olympiques d'été
- Jeux olympiques d'été de 1988 à Séoul ( Corée du Sud)
  - éliminée en demi-finale sur 100 m
  -  Médaille d'argent en relais 4 × 100 m (avec Kerstin Behrendt, Ingrid Auerswald et Marlies Göhr)

### Championnats du monde d'athlétisme
- Championnats du monde d'athlétisme 1983 à Helsinki ( Finlande)
  -  Médaille d'or en relais 4 × 100 m (avec Marita Koch, Ingrid Auerswald et Marlies Göhr)
  -  Médaille de bronze au 200 m
- Championnats du monde d'athlétisme 1987 à Rome ( Italie)
  -  Médaille d'or au 100 m
  -  Médaille d'or au 200 m
  -  Médaille d'argent en relais 4 × 100 m (avec Cornelia Oschkenat, Kerstin Behrendt et Marlies Göhr)

### Championnats d'Europe d'athlétisme
- Championnats d'Europe d'athlétisme 1990 à Split ( Yougoslavie)
  -  Médaille d'or en relais 4 × 100 m (avec Katrin Krabbe, Sabine Günther et Kerstin Behrendt)